# Teorba

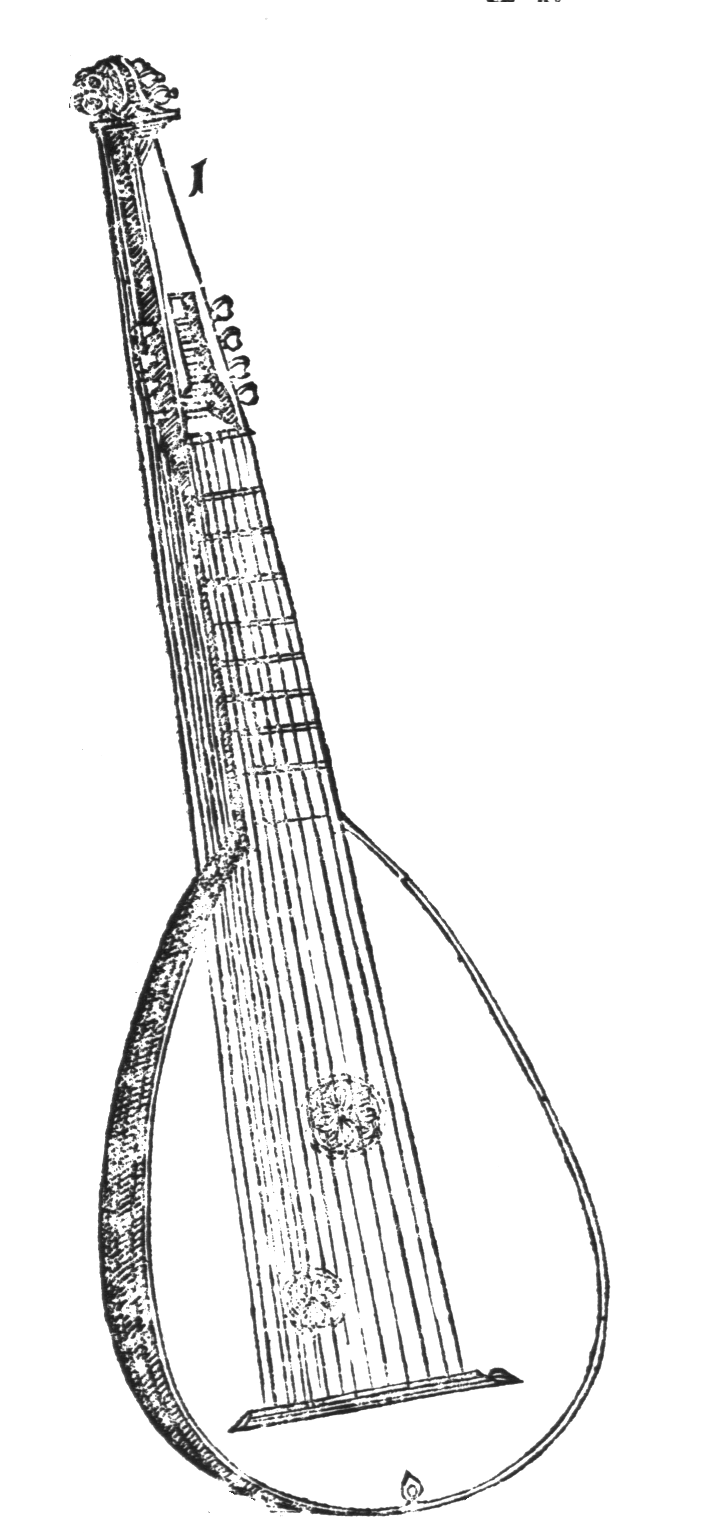
Esquema de uma teorba retirada de Syntagma musicum

Teorba (instrumento moderno).

Uma teorba (ou tiorba) é um instrumento de cordas criado na Itália no final do século XVI. O nome teorba, na verdade, refere-se a uma variedade de instrumentos similares ao alaúde, de braço longo, com uma caixa de tarraxas, como o alaúde italiano liuto attiorbato, o francês théorbe des pièces, o britânico theorbo, o arquialaúde, o alaúde barroco alemão, o angélico ou angélica. A etimologia do nome tiorba ainda não foi explicada de maneira satisfatória. Considera-se a hipótese de que sua origem esteja relacionada à língua eslava ou turca, provindo do vocábulo "torba", que significa "bolsa" or "turbante". Segundo Athanasius Kircher, tiorba era um apelido na língua napolitana que de fato denotava a tábua em que os perfumistas moíam essências e ervas.

## Origem e evolução
As teorbas se desenvolveram no final do século XVI, inspiradas pela demanda por uma ampla faixa de graves a ser usada pela Camerata Florentina e novos trabalhos musicais baseados no basso continuo, como as duas coleções de Giulio Caccini, Le nuove musiche (1602 and 1614). Os músicos adaptaram alaúdes baixos (com cordas com cerca de 80 cm ou mais de comprimento) com uma extensão de braço para caber cordas graves abertas (isto é, soltas), chamadas diapasões ou bourdons. O instrumento era chamado tanto chitarrone quanto tiorba. Embora a teorba e o chitarrone sejam praticamente idênticos, eles têm origens etimológicas diferentes, sendo o chitarrone derivado da chitarra italiana (da qual veio seu nome).
Adaptações semelhantes a alaúdes pequenos (com cordas de comprimento igual ou maior que 55 cm) produziram o liuto attiorbato and o arquialaúde, instrumentos parecidos, mas afinados de maneira diferente.
Na execução do basso continuo, a teorba era geralmente tocada junto com um órgão. Na Itália, os mais célebres instrumentistas e compositores foram Giovanni Girolamo Kapsberger e Alessandro Piccinini. Na Inglaterra, restou pouca música da teorba, mas William Lawes e outros a utilizaram na sua música de câmara, e a teorba também apareceu em orquestras de óperas. A teorba era apreciada na França, onde foi utilizada tanto em orquestras quanto em música de câmara, até a segunda metade do século XVIII (Nicolas Hotman, Robert de Visée). Orquestras da corte em Viena, Bayreuth e Berlin utilizavam teorbas até depois de 1750. Os principais teorbistas desse tempo foram Ernst Gottlieb Baron, Francesco Conti.
A música solo para teorba é anotada em tablatura.

## Descrição
A teorba comporta dois tipos de cordas musicais.

### Pequeno conjunto
O pequeno conjunto é o registro musical normal do alaúde. Ele compõe-se geralmente de seis cordas simples, longas e finas, de tripa, que se amarram sobre o primeiro cravelhal e que passam por cima do ponto de toque, permitindo a modificação da altura dos sons com os dedos da mão esquerda. Uma particularidade desse conjunto é o acorde continuado, isto é, as cordas 1 e 2 são mais graves que a corda 3.

### Grande conjunto
O grande conjunto é o registro mais grave, ele tem geralmente 8 cordas simples de tripa. Elas são colocadas sobre o segundo cravelhal, não passam sobre o ponto de toque e são portanto tocadas no vazio. O timbre é mais rico e sua vibração prolonga-se longamente, o que permite sustentar a harmonia. Elas são afinadas diatonicamente e sua afinação pode ser modificada segundo a tonalidade empregada.

## Afinação
O instrumentistas actuais tocam em teorbas com 14 cordas, sendo a mais grave um sol. Alguns executantes afinam em sol, sendo assim mais fácil tocar escalas com bemóis, afinando em lá, torna-se mais fácil tocar com sustenidos.